# Campionati europei di ciclismo su strada 2024 - Cronometro maschile Elite
La cronometro maschile Elite dei Campionati europei di ciclismo su strada 2024, nona edizione della prova, si svolse l'11 settembre 2024 su un percorso di 31,3 km, con partenza da Heusden-Zolder e arrivo ad Hasselt, in Belgio. La medaglia d'oro è stata vinta dall'italiano Edoardo Affini, il quale completò il percorso con il tempo di 35'15", alla media di 53,265 km/h, precedendo lo svizzero Stefan Küng e il connazionale Mattia Cattaneo.
Sul traguardo di Hasselt tutti e 29 i ciclisti partiti da Heusden-Zolder hanno portato a termine la competizione.

## Ordine d'arrivo (Top 10)
| Pos. | Corridore          | Squadra     | Tempo   |
| ---- | ------------------ | ----------- | ------- |
| 1    | Edoardo Affini     | Italia      | 35'15"  |
| 2    | Stefan Küng        | Svizzera    | a 10"   |
| 3    | Mattia Cattaneo    | Italia      | a 20"   |
| 4    | Daan Hoole         | Paesi Bassi | a 27"   |
| 5    | Thymen Arensman    | Paesi Bassi | a 54"   |
| 6    | Victor Campenaerts | Belgio      | a 56"   |
| 7    | Nils Politt        | Germania    | a 1'01" |
| 8    | Kasper Asgreen     | Danimarca   | a 1'07" |
| 9    | Søren Wærenskjold  | Norvegia    | a 1'10" |
| 10   | Max Walscheid      | Germania    | a 1'13" |